# Gare de Toride
La gare de Toride (取手駅, Toride-eki) est une gare ferroviaire japonaise située dans la ville de Toride dans la préfecture d'Ibaraki. Elle est gérée par la East Japan Railway Company (JR East) et la Kantō Railway.

## Situation ferroviaire
La gare de Toride est située au point kilométrique (PK) 37,4 de la ligne Jōban. Elle marque le début de la ligne Jōsō.

## Histoire
La gare a été inaugurée le 25 décembre 1896.

## Services aux voyageurs

### Accès et accueil
La gare dispose d'un bâtiment voyageurs, avec guichet, ouvert tous les jours.

### Desserte

#### JR East
- JL Ligne Jōban (local) :
  - voies 1 et 2 : direction Ayase (interconnexion avec la ligne Chiyoda pour Yoyogi-Uehara)
- JJ Ligne Jōban (rapid) :
  - voies 3 à 5 : direction Matsudo et Ueno (interconnexion avec la ligne Ueno-Tokyo pour Tokyo et Shinagawa)
  - voies 5 et 6 : direction Mito et Iwaki

#### Kantō Railway
- Ligne Jōsō : 
  - voies 7 et 8 : direction Moriya, Mitsukaidō et Shimodate